# Coelogyne chloroptera
Coelogyne chloroptera är en orkidéart som beskrevs av Heinrich Gustav Reichenbach.
Coelogyne chloroptera ingår i släktet Coelogyne och familjen orkidéer. Artens utbredningsområde är Filippinerna. Inga underarter finns listade i Catalogue of Life.

## Bildgalleri

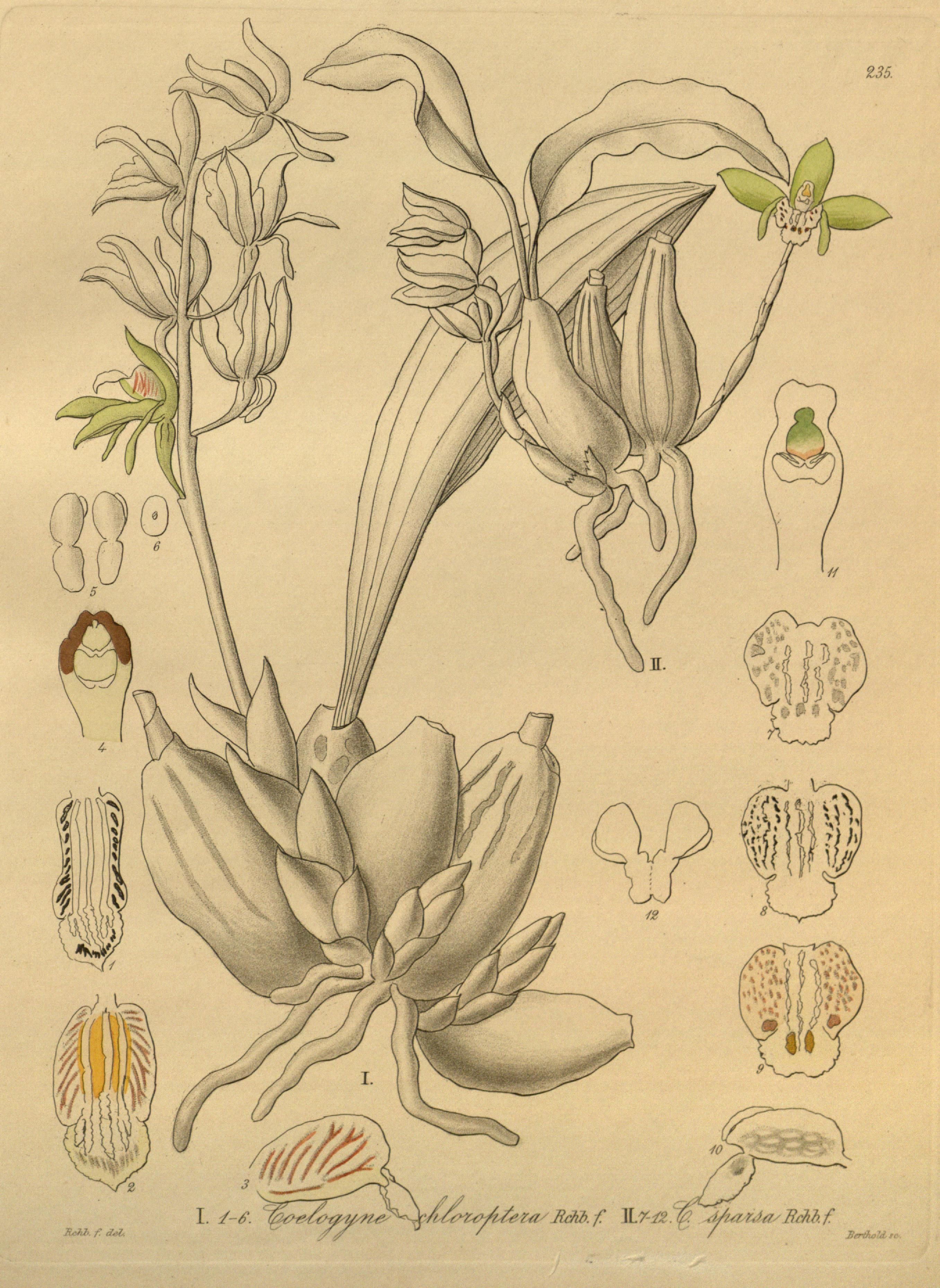